# Per Blomquist (militär)
Per Ulf Blomquist, född 16 februari 1929 i Katarina församling i Stockholms stad, är en svensk militär.

## Biografi
Blomquist avlade officersexamen vid Krigsskolan 1955 och utnämndes samma år till fänrik vid Livregementets husarer. År 1967 befordrades han till kapten och 1967–1971 tjänstgjorde han vid Försvarsstaben och Arméstaben. Han tjänstgjorde vid staben i Västra militärområdet 1971–1975 och befordrades 1982 till major samt senare samma år till överstelöjtnant. Han var ställföreträdande chef för Livregementets husarer 1975–1976 och tjänstgjorde 1976–1978 åter vid staben i Västra militärområdet. År 1978 befordrades han till överste och var 1978–1982 chef för Norrlands dragonregemente. År 1982 befordrades han till överste av första graden, varefter han 1982–1986 var chef för Operationsledningen i Västra militärområdet. Åren 1986–1989 var han chef för Älvsborgs regemente och befälhavare för Älvsborgs försvarsområde.
Blomquist invaldes 1988 som ledamot av Kungliga Krigsvetenskapsakademien.

## Utmärkelser
- Riddare av Svärdsorden, 6 juni 1973.[4]